# Psychotria lupulina
Psychotria lupulina är en måreväxtart som beskrevs av George Bentham. Psychotria lupulina ingår i släktet Psychotria och familjen måreväxter. Inga underarter finns listade i Catalogue of Life.